# Zinédine Machach
Zinédine Machach (Marsella, 5 de enero de 1996) es un futbolista francés. Juega de centrocampista y su equipo es el Melbourne Victory F. C. de la A-League.

## Clubes
| Club                           | País         | Año       |
| ------------------------------ | ------------ | --------- |
| Toulouse F. C.                 | Francia      | 2015-2018 |
| Olympique de Marsella (cedido) | Francia      | 2016-2017 |
| S. S. C. Napoli                | Italia       | 2018-2022 |
| Carpi F. C. (cedido)           | Italia       | 2018-2019 |
| F. C. Crotone (cedido)         | Italia       | 2019      |
| Cosenza Calcio (cedido)        | Italia       | 2019-2020 |
| VVV-Venlo (cedido)             | Países Bajos | 2020-2021 |
| Budapest Honvéd F. C. (cedido) | Hungría      | 2021-2022 |
| Ionikos de Nicea               | Grecia       | 2022-2023 |
| Melbourne Victory F. C.        | Australia    | 2023-     |